# Cmentarz Centralny w Czeskim Cieszynie

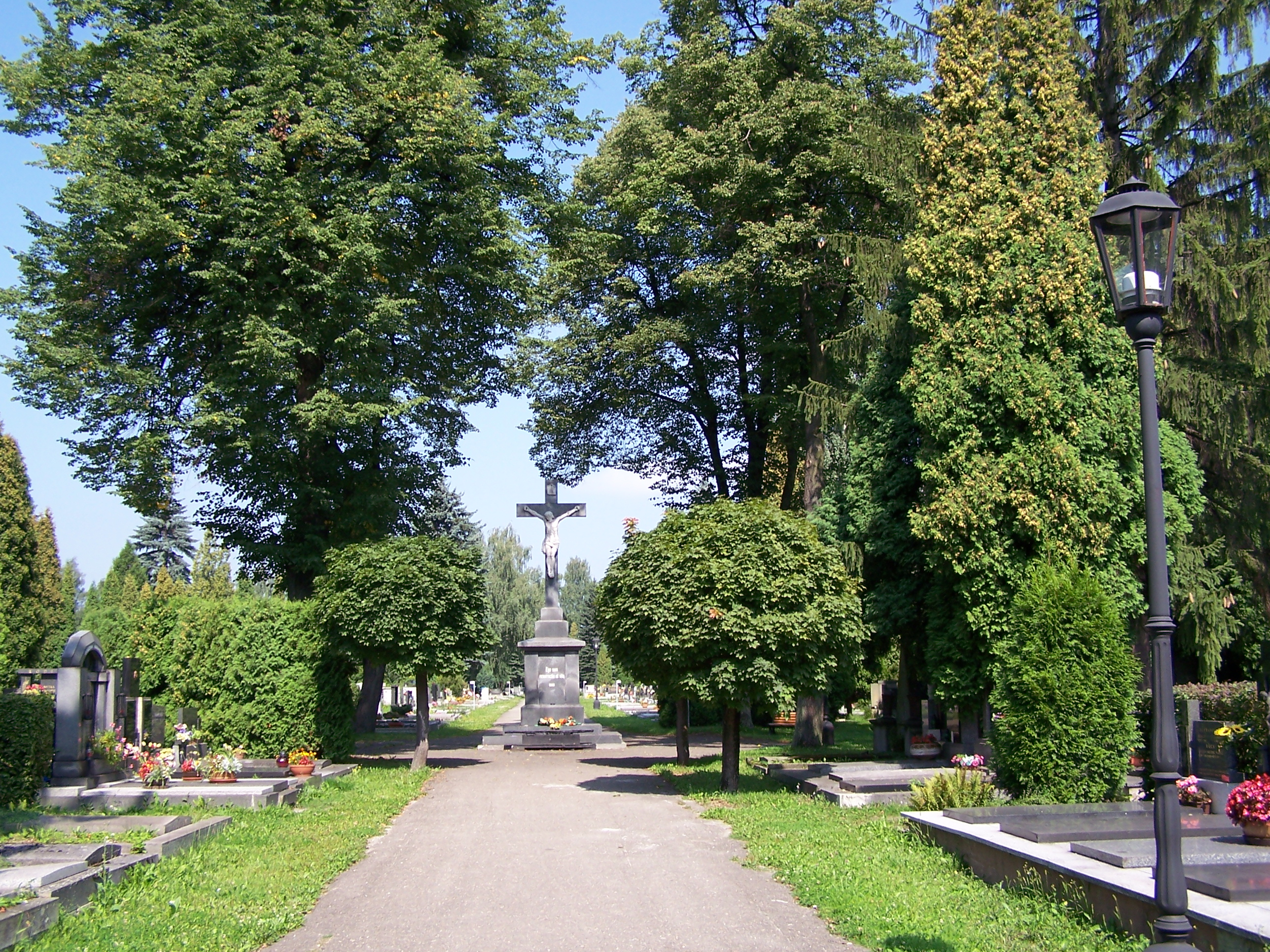
Aleja z centralnym krzyżem

Cmentarz Centralny w Czeskim Cieszynie (Centrální hřbitov Český Těšín) – cmentarz komunalny, główna nekropolia miasta Czeski Cieszyn, w powiecie Karwina, na Zaolziu. Położony on jest przy ulicy Hřbitovní (Cmentarna), w dzielnicy Brandys (Brandýs), około dwóch kilometrów na północny-zachód od centrum.
Powstał on w latach 1920 - 1928, kiedy to po podziale Cieszyna w jego czeskiej części nie istniał ani jeden cmentarz. Oprócz wyznaczenia miejsca dla pochówków (w 1925 roku) wybudowano wówczas kaplicę cmentarną w stylu historyzującym oraz budynek zarządu cmentarza. W tym samym okresie (w 1926) obok cmentarza chrześcijańskiego założono cmentarz żydowski, przy którym stanął dom przedpogrzebowy (1928). Dom ten od 2011 roku należy do ewangelików (Kościół Zmartwychwstania Pańskiego w Czeskim Cieszynie). Pierwotnie część chrześcijańska podzielona została na ewangelicką (prawa strona) i katolicką (lewa strona).
W dwujęzycznej książce adresowej z 1932 roku cmentarz określony został jako Ústřední hřbitov na Brandyse, Zentralfriedhof am Brandeis. Nowo otwarty cmentarz podzielony była na część ewangelicką (prawa) oraz katolicką (lewa).
Na cmentarzu znajdują się groby z napisami w języku czeskim, polskim i niemieckim. Spoczęli na nim m.in. poeta i dziennikarz Henryk Jasiczek oraz malarka Ida Münzberg. Swój symboliczny grób posiada Józef Kożdoń, czterokrotnie wybierany na burmistrza Czeskiego Cieszyna, który pochowany został w Opawie.
Oba cmentarze od 2003 roku wpisane są na listę zabytków. 